# Гвинея-Бисау на летних Олимпийских играх 2016
Гвинея-Бисау на летних Олимпийских играх 2016 года была представлена 5 спортсменами в 3 видах спорта. Это самая большая делегация в истории выступления страны на Олимпийских играх. Знаменосцем сборной Гвинеи-Бисау на церемонии открытия Игр стал борец Аугусто Мидана, а на церемонии закрытия флаг несла дзюдоистка Тасиана Лима, ставшая первой представительницей Гвинеи-Бисау в олимпийском турнире дзюдоистов. По итогам соревнований сборная Гвинеи-Бисау, выступавшая на своих шестых летних Олимпийских играх, вновь осталась без медалей.

## Состав сборной
Борьба
Вольная борьба
1. Аугусто Мидана
2. Бедопасса Буасса

 Дзюдо
1. Тасиана Лима

 Лёгкая атлетика
1. Холдер да Силва
2. Джессика Иншуди

## Результаты соревнований

### Борьба
В соревнованиях по борьбе, как и на предыдущих трёх Играх, будет разыгрываться 18 комплектов наград. По 6 у мужчин в вольной и греко-римской борьбе и 6 у женщин в вольной борьбе. Турнир пройдёт по олимпийской системе с выбыванием. В утешительный раунд попадают участники, проигравшие в своих поединках будущим финалистам соревнований. Каждый поединок состоит из двух раундов по 3 минуты, победителем становится спортсмен, набравший большее количество технических очков. По окончании схватки, в зависимости от результатов спортсменам начисляются классификационные очки.
Мужчины
Вольная борьба
| Соревнование | Спортсмены       | Первый раунд       | 1/8 финала         | Четвертьфинал      | Полуфинал          | Финал              | Место |
| Соревнование | Спортсмены       | Соперник Результат | Соперник Результат | Соперник Результат | Соперник Результат | Соперник Результат | Место |
| ------------ | ---------------- | ------------------ | ------------------ | ------------------ | ------------------ | ------------------ | ----- |
| до 74 кг     | Аугусто Мидана   |                    |                    |                    |                    |                    |       |
| до 97 кг     | Бедопасса Буасса |                    |                    |                    |                    |                    |       |

### Дзюдо
Соревнования по дзюдо проводились по системе с выбыванием. В утешительные раунды попадали спортсмены, проигравшие полуфиналистам турнира. Два спортсмена, одержавших победу в утешительном раунде, в поединке за бронзу сражались с дзюдоистами, проигравшими в полуфинале.
Женщины
| Категория | Спортсмены   | 1/16 финала        | 1/8 финала                     | Четвертьфинал         | Полуфинал             | Финал                 | Место |
| Категория | Спортсмены   | Соперник Результат | Соперник Результат             | Соперник Результат    | Соперник Результат    | Соперник Результат    | Место |
| --------- | ------------ | ------------------ | ------------------------------ | --------------------- | --------------------- | --------------------- | ----- |
| до 48 кг  | Тасиана Лима | не участвовала     | KAZГ. Отгонцэцэг П 010s2:010s1 | завершила выступление | завершила выступление | завершила выступление | 9     |

### Лёгкая атлетика
Мужчины
Беговые дисциплины
| Дисциплина        | Спортсмен       | Предварительный раунд | Предварительный раунд | Предварительный раунд | Четвертьфиналы | Четвертьфиналы | Четвертьфиналы | Полуфиналы | Полуфиналы | Полуфиналы | Финал | Финал |
| Дисциплина        | Спортсмен       | Забег                 | Время                 | Место                 | Забег          | Время          | Место          | Забег      | Время      | Место      | Время | Место |
| ----------------- | --------------- | --------------------- | --------------------- | --------------------- | -------------- | -------------- | -------------- | ---------- | ---------- | ---------- | ----- | ----- |
| бег на 100 метров | Холдер да Силва |                       |                       |                       |                |                |                |            |            |            |       |       |

Женщины
Технические дисциплины
| Дисциплина    | Спортсмен       | Квалификация | Квалификация | Финал     | Финал |
| Дисциплина    | Спортсмен       | Результат    | Место        | Результат | Место |
| ------------- | --------------- | ------------ | ------------ | --------- | ----- |
| толкание ядра | Джессика Иншуди |              |              |           |       |